# Општина Гура Јаломицеј (Јаломица)
Гура Јаломицеј (рум. Gura Ialomiţei) општина је у Румунији у округу Јаломица.
Oпштина се налази на надморској висини од 10 m.

## Становништво

### Хронологија
| Година       | 2006 | 2007 | 2008 | 2009 | 2010 | 2011 | 2012 | 2013 | 2014 | 2015 | 2016 | 2017 |
| ------------ | ---- | ---- | ---- | ---- | ---- | ---- | ---- | ---- | ---- | ---- | ---- | ---- |
| Становништво | 2666 | 2662 | 2684 | 2687 | 2672 | 2680 | 2687 | 2670 | 2663 | 2653 | 2602 | 2579 |